# 프놈펜 왕궁

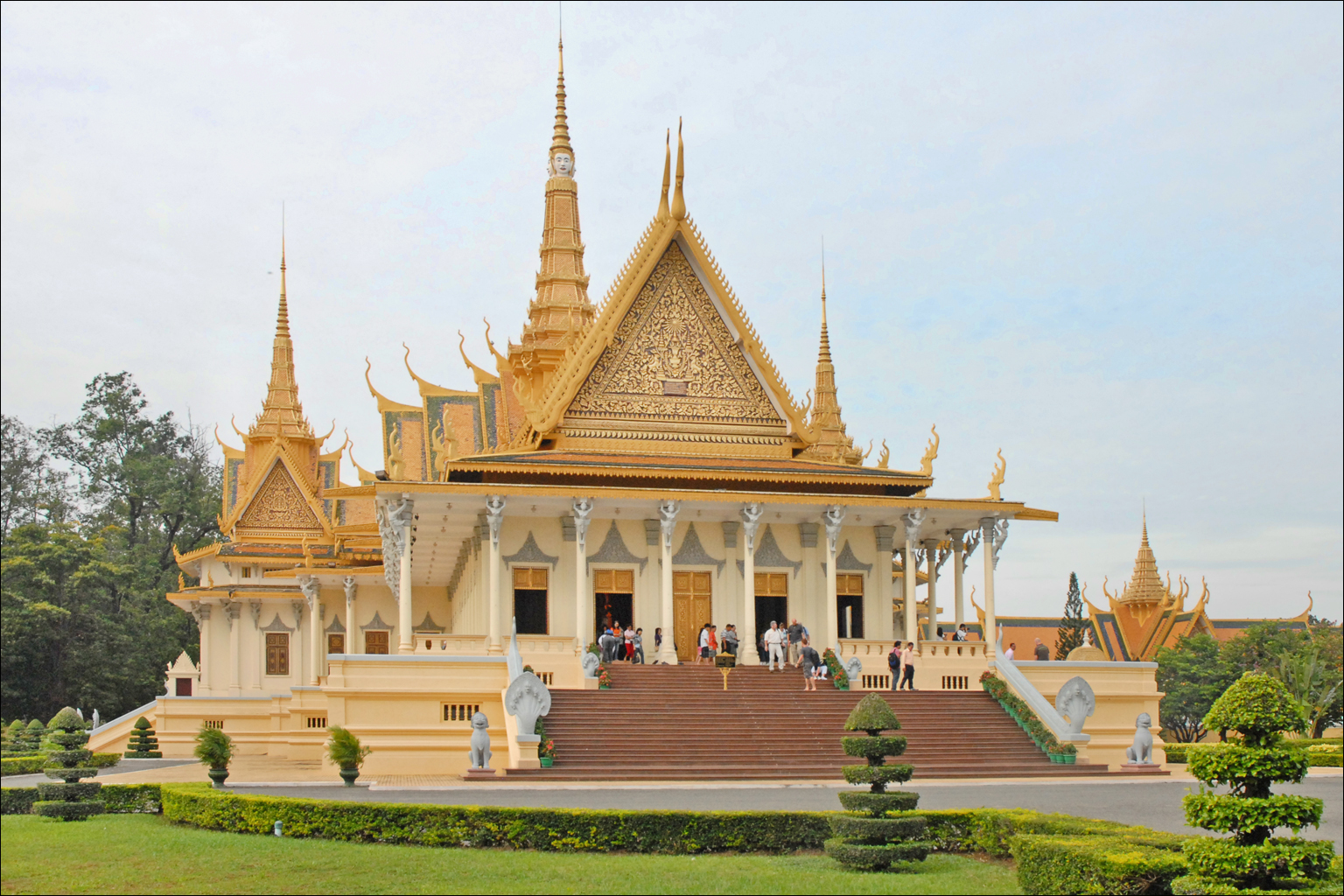
프놈펜 왕궁의 왕좌의 회당

프놈펜 왕궁(크메르어: ព្រះបរមរាជវាំង)은 캄보디아에 있는 궁정의 복합단지이다. 캄보디아 왕국 때의 건물로서 크메르 어로 하면 "ព្រះបរមរាជវាំងចតុមុខ(Preah Barom Reachea Vaeng Chaktomuk)"라고 한다. 1866년 지어진 이후 캄보디아의 왕이 줄곧 머물렀다.
궁전은 노로돔 왕국이 수도를 오동에서 프놈펜으로 옮기면서 1800년대 중반 때에 완성되었다. 사실은 반테이 케브(Banteay Kev)라고 불리는 성채 위에 지어졌다. 동쪽을 향하고 있으며 메콩강의 서쪽 강둑에 자리하고 있다.

## 왕궁의 건물
건물은 성곽을 따라 3개의 주요 단지로 나뉜다. 북쪽에는 은으로 된 탑이 있으며 남서쪽에는 크메르 궁전이 중앙에는 왕좌의 회당(The Throne hall)이 위치하고 있다. 궁정의 건물은 여러 번 재건축되었으며 1960년 후반에 다시 지어졌다.

### 왕좌의 회당
크메르 어로 하면 "ព្រះទីនាំងទេវាវិនិច្ឆ័យ(Preah Thineang Dheva Vinnichay)"이며 그대로 옮기면 진리를 내리는 신성한 장소라는 의미이다. 왕의 측근과 주요 인사가 머물렀으며 그들이 업무를 보기도 하였다. 여전히 오늘날에도 종교/왕가 의식을 위해 쓰이고 있다. 십자가 모양으로 되어 있다. 왕좌의 회당은 왕의 흉상을 전시해놓고 있다.

### 은탑
궁전 북쪽 단지에 있는 탑이다. 왕궁의 사찰 형태를 띠고 있으며 대개는 "ព្រះវិហារព្រះកែវមរកត(Preah Vihear Preah Keo Morakot)"라고 부르거나 "វត្តព្រះកែវ(Wat Preah Keo)"라고 부른다. 건물 내부에는 수많은 국보가 있으며 금과 보석으로 된 불상이 대부분이다. 가장 유명한 것은 17세기에 만들어진 수정 불상으로 캄보디아의 에메랄드 불상이라고 부른다.

### 크메르 궁
크메르 궁이란 크메르 왕을 위한 궁이다. 왕의 거처로 쓰여왔다. 다른 건물과 여러 벽을 따라 구분되어 있으며 왕좌의 회당 바로 옆에 있다.

### 월광의 전각
월광의 전각이란 찬 차야 전각(Chan Chhaya Pavilion)을 일컫는 말로서 사방으로 열린 전각이다. 크메르 전통 무용을 볼 수 있는 곳이다. 현재까지도 이 공연을 볼 수 있다고 한다. 전체 궁전을 통틀어 가장 유명한 곳이기도 하다.

### 다른 건물
별로 중요하지 않은 건물로는 프랑스 식의 건물이 있다. 나폴레옹 3세가 준 것으로 왕궁 식당으로 쓰였다. 전각의 형태를 띤 극장도 있다.

## 그림 모음

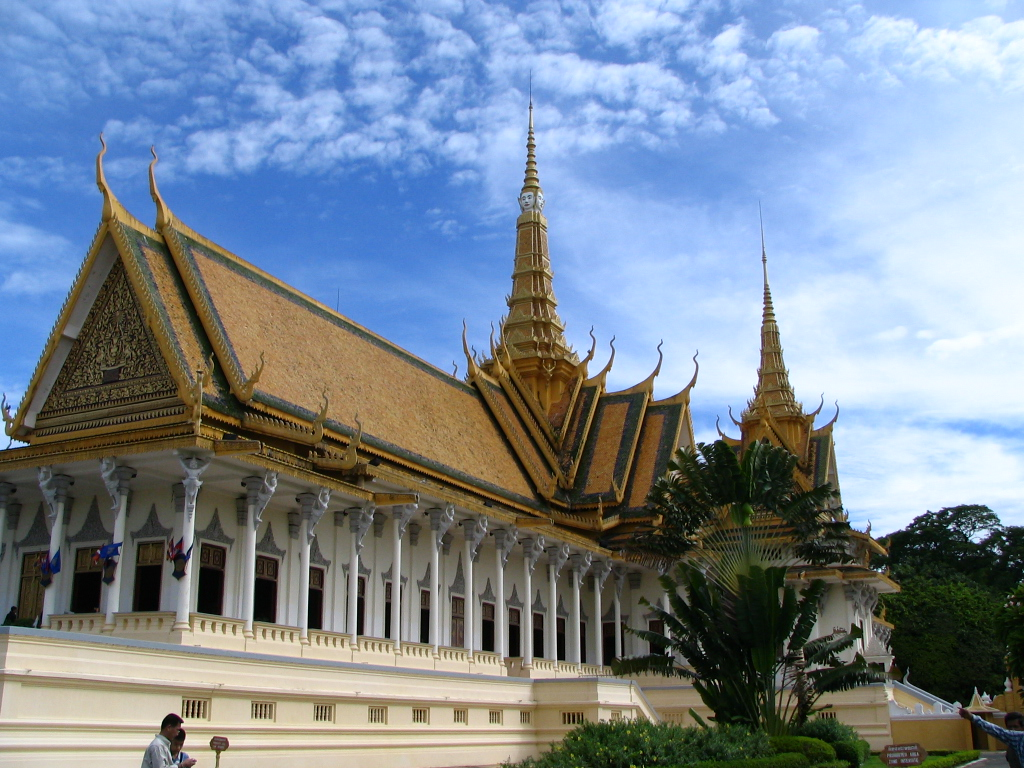
왕좌의 회당